# Hypothyris completa
Hypothyris completa är en fjärilsart som beskrevs av Richard Haensch 1905. Hypothyris completa ingår i släktet Hypothyris och familjen praktfjärilar. Inga underarter finns listade i Catalogue of Life.